# Kościół Zwiastowania Najświętszej Maryi Panny w Strzyżewie Kościelnym
Kościół Zwiastowania Najświętszej Maryi Panny w Strzyżewie Kościelnym – rzymskokatolicki kościół parafialny znajdujący się we wsi Strzyżewo Kościelne, w powiecie gnieźnieńskim, w województwie wielkopolskim. Należy do dekanatu gnieźnieńskiego II archidiecezji gnieźnieńskiej.

## Historia
W 1360 roku w Strzyżewie Kościelnym został wybudowany kościół, ufundowany przez zakon klarysek oraz ród Porajów. Później budowla ta została zniszczona. W 1721 roku została wzniesiona nowa drewniana świątynia, dzięki staraniom proboszcza Wojciecha Szablikowskiego. Na miejscu drewnianej budowli w 1848 roku została wzniesiona świątynia murowana. 

## Wyposażenie
Do zabytków świątyni należą: ołtarz główny i boczne (pochodzą z XVIII wieku), barokowy krzyż ołtarzowy (powstał w XVIII wieku), rzeźby: Chrystusa Zmartwychwstałego (wykonane w 1. połowie XVI wieku) i św. Józefa z Dzieciątkiem Jezus (pochodzą z XVII wieku).